# Колумбија на Светском првенству у атлетици на отвореном 2013.
Колумбија је учествовала на 14. Светском првенству у атлетици на отвореном 2013. одржаном у Москви од 10. до 18. августа четрнаести пут, односно учествовала је на свим првенствима до данас. Репрезентацију Колумбије представљало је 20 такмичара (6 мушкараца и 14 жена) који су се такмичили у 13 дисциплина (4 мушке и 9 женских).,
На овом првенству Колумбија је по броју освојених медаља заузела 12. место са освојеном 1 медаљом (златна). Поред освојене медаље такмичари Колумбије оборили су 2 национална и 2 лична рекорда и остварили један најбољи светски резултат сезоне и три најбоља лична резултата сезоне. У табели успешности према броју и пласману такмичара који су учествовали у финалним такмичењима (првих 8 такмичара) Колумбија је са 1 учесником у финалу делила 30. место са 8 бодова.
| Плас. | Земља     | 1. место | 2. место | 3. место | 4. место | 5. место | 6. место | 7. место | 8. место | Бр. финал. | Бод. |
| ----- | --------- | -------- | -------- | -------- | -------- | -------- | -------- | -------- | -------- | ---------- | ---- |
| =30.  | Колумбија | 1        | 0        | 0        | 0        | 0        | 0        | 0        | 0        | 1          | 8    |

## Учесници
| Мушкарци: - Bernardo Baloyes — 200 м - Рафит Родригез — 800 м - Хозе Леонардо Монтана — 20 км ходање - Ејдер Аревало — 20 км ходање - Луис Фернандо Лопез — 20 км ходање - Фреди Ернандез — 50 км ходање | Жене: - Розибел Гарсија — 1,500 м - Каролина Табарес — 5.000 м - Ерика Абрил — Маратон - Брижит Мерлано — 100 м препоне - Лина Флорез — 100 м препоне, 4х100 м - Yomara Hinestroza — 4х100 м - Maria Alejandra Idrobo — 4х100 м - Darlenys Obregón — 4х100 м - Eliecith Palacios — 4х100 м - Сандра Аренас — 20 км ходање - Сандра Галвис — 20 км ходање - Сандра Лемос — Бацање кугле - Флор Руиз — Бацање копља - Катерин Ибаргвен — Троскок |  |

## Освајачи медаља

### Злато (1)
- Катерин Ибаргвен —  Троскок

## Резултати

### Мушкарци
| Атлетичар             | Дисциплина   | Лични рекорд | Квалификације      | Квалификације      | Полуфинале           | Полуфинале           | Финале               | Финале       | Детаљи |
| Атлетичар             | Дисциплина   | Лични рекорд | Резултат           | Место              | Резултат             | Место                | Резултат             | Место        | Детаљи |
| --------------------- | ------------ | ------------ | ------------------ | ------------------ | -------------------- | -------------------- | -------------------- | ------------ | ------ |
| Bernardo Baloyes      | 200 м        | 20,46 НР     | 22,37              | 8. у гр 3          | Није се квалификовао | Није се квалификовао | Није се квалификовао | 54 / 55 (56) |        |
| Рафит Родригез        | 800 м        | 1:44,31 НР   | 1:46,76 кв         | 6. у гр 5          | 2:01,94              | 8. у гр 2            | Није се квалификовао | 23 / 47 (49) |        |
| Хозе Леонардо Монтана | 20 км ходање | 1:23:45      |                    |                    |                      |                      | 1:23:50 ЛРС          | 17 / 52 (64) |        |
| Ејдер Аревало         | 20 км ходање | 1:19:45 НР   | Нису завршили трку | Нису завршили трку |                      |                      |                      |              |        |
| Луис Фернандо Лопез   | 20 км ходање | 1:20:03      | Нису завршили трку | Нису завршили трку |                      |                      |                      |              |        |
| Фреди Ернандез        | 50 км ходање | 3:56:00      | Нису завршили трку | Нису завршили трку |                      |                      |                      |              |        |

### Жене
| Атлетичарка                                                                              | Дисциплина    | Лични рекорд        | Квалификације | Квалификације | Полуфинале            | Полуфинале            | Финале                | Финале       | Детаљи |
| Атлетичарка                                                                              | Дисциплина    | Лични рекорд        | Резултат      | Место         | Резултат              | Место                 | Резултат              | Место        | Детаљи |
| ---------------------------------------------------------------------------------------- | ------------- | ------------------- | ------------- | ------------- | --------------------- | --------------------- | --------------------- | ------------ | ------ |
| Розибел Гарсија                                                                          | 1.500 м       | 4:15,78             | 4:15,38 НР    | 12. у гр. 1   | Није се квалификовала | Није се квалификовала | Није се квалификовала | 34 / 37      |        |
| Каролина Табарес                                                                         | 5.000 м       | 16:09,82            | 16:22,81      | 10. у гр. 1   |                       |                       | Није се квалификовала | 20 / 21 (22) |        |
| Ерика Абрил                                                                              | Маратон       | 2:33:33 НР          |               |               |                       |                       | 2:55:13               | 39 / 46 (72) |        |
| Брижит Мерлано                                                                           | 100 м препоне | 12,89 (+0.9 m/s) НР | 13,20 кв      | 5. у гр. 2    | 13,22                 | 7. у гр. 3            | Нису се квалификовале | 22 / 35(46)  |        |
| Лина Флорез                                                                              | 100 м препоне | 12,94               | 13,16 кв      | 5. у гр. 4    | 13,01                 | 5. у гр. 2            | Нису се квалификовале | 15 / 35(46)  |        |
| Yomara Hinestroza Maria Alejandra Idrobo Darlenys Obregón Eliecith Palacios Лина Флорез* | 4 х 100 м     | 43,03 НР            | 43,65 НРС     | 6. у гр 3     |                       |                       | Није се квалификовала | 15 / 22 (23) |        |
| Сандра Аренас                                                                            | 20 км ходање  | 1:32:25 НР          |               |               |                       |                       | 1:32:25 НР            | 22 / 56 (62) |        |
| Сандра Галвис                                                                            | 20 км ходање  | 1:33:24             | 1:33:49 ЛРС   | 32 / 56 (62)  |                       |                       |                       |              |        |
| Сандра Лемос                                                                             | Бацање кугле  | 18,03 НР            | 17,55         | 10. у гр А    |                       |                       | Нису се квалификовале | 17 / 29 (30) |        |
| Флор Руиз                                                                                | Бацање копља  | 60,23               | 57,47         | 10. у гр А    | 23 / 27               |                       | Нису се квалификовале |              |        |
| Катерин Ибаргвен                                                                         | Троскок       | 14.99 (+1.7 m/s) НР | 14,52 КВ      | 1. у гр Б     | 14,85 СРС             |                       |                       |              |        |

- Атлетичарка у штафети означена звездицом била је резерва и није учествовала у трци штафете.